# پرفیوم جینیس
پِرفیوم جینیِس (به انگلیسی: Perfume Genius) نام هنری مایک هَدرس (به انگلیسی: Mike Hadreas)، خواننده و آهنگساز آمریکایی ساکن سیاتل، واشینگتن است. وی سومین آلبوم استودیویی خود «خیلی روشن» را در سال ۲۰۱۴ منتشر کرد.

## زندگی‌نامه
مایک هدرس نخستین بار زمانی که از نیویورک به اورت، واشینگتن و نزد مادرش رفت آهنگسازی را آغاز کرد. وی در سال ۲۰۰۸ صفحه‌ای به نام پرفیوم جینیس در وبگاه مای‌اسپیس ایجاد کرد و از طریق آن به عرضهٔ موسیقی خود پرداخت. هدرس مدتی بعد موفق شد توجه ناشری را برای بستن قرارداد جلب کند. او نخستین آلبوم استودیویی خود را به نام یادگیری در ۲۱ ژوئن ۲۰۱۰ در آمریکا و اروپا منتشر کرد. هدرس پس از آن مدتی به اجرای زنده پرداخت. وی دومین آلبوم استودیویی خود را ۲۰ فوریه ۲۰۱۲ منتشر کرد. آلبوم، پشتت را درونش بگذار نام داشت و نقدهای مثبتی دریافت کرد.
هدرس آشکارا همجنس‌گراست.

## ترانه‌شناسی

### آلبوم‌ها
- یادگیری (۲۰۱۰)
- پشتت را درونش بگذار (۲۰۱۲).
- خیلی روشن (۲۰۱۴)

### تک‌آهنگ‌ها
- آقای پیترسن (۲۰۱۰): این تک‌آهنگ دربارهٔ معلم دبیرستان بچه‌خواهی است که قصد خودکشی دارد.[۲]
- هود (۲۰۱۲): برای این تک‌آهنگ نماهنگی ساخته شد که یوتیوب آن را برای افراد نابالغ، نامناسب تشخیص داد.[۳]
- تکه‌های تاریک (۲۰۱۲): هدرس این ترانه را برای مادرش ساخته است.[۱]
- مرا به خانه ببر (۲۰۱۲)
- ملکه (۲۰۱۴)
- توری (۲۰۱۴)